# Starmaszka
Starmaszka – niewielka polana w Gorcach, w polskich Karpatach Zachodnich.
Polana leży w środkowej części niedługiego, lecz masywnego ramienia górskiego, odchodzącego od szczytu Obidowca w kierunku północnym, w widły potoków Porębianki i Koninki. Opada ze szczytu wzniesienia zwanego Tobołowem (lub Czołem Tobołowa) ku południowemu wschodowi, ku dolinie Olszowego Potoku, mniej więcej po poziomicę 940 m n.p.m. W górnej części łączy się z polaną Tobołów. Józef Nyka pisał: Pod Czołem polana Tobołów łączy się z łąką Starmaszką (koleba), z której wzrok przyciągają skłębione mieszane lasy Rezerwatu Orkana.
Nazwa polany (łąki) pochodzi (podobnie jak nazwa Starmachowskiego Gronia) od zamożnego rodu góralskiego Starmachów z Poręby Wielkiej.
Polana znajduje się na obszarze Gorczańskiego Parku Narodowego (obwód ochronny Suchora), w granicach wsi Poręba Wielka w województwie małopolskim, w powiecie limanowskim, w gminie Niedźwiedź. Zimą na polanie funkcjonuje narciarski wyciąg talerzykowy (górna stacja na wierzchołku Tobołowa) oraz bufet turystyczny.

## Szlak turystyczny
Koninki – Jaworzyna (Porębska) – Tobołów – Starmaszka – Suchora – Obidowiec. Odległość 4,1 km, suma podejść 610 m, suma zejść 40 m, czas przejścia 1 godz. 50 min, ↓ 1 godz. 10 min.